# گودال آب شماره ۳
گودال آب شماره ۳ (انگلیسی: Waterhole No. 3) فیلمی به کارگردانی ویلیام گراهام محصول سال ۱۹۶۷ کشور ایالات متحده آمریکا است.

## بازیگران
- جیمز کابرن در نقش Lewton Cole
- کرول اوکانر در نقش Sheriff Copperud
- Margaret Blye در نقش Billie
- کلود ایکینز در نقش Foggers
- جیمز ویتمور در نقش Shipley
- بروس درن در نقش the Deputy
- تیموتی کری در نقش Hilb
- جون بلوندل aدر نقش Lavinia
- Jennifer Gan (در عنوان‌بندی نیامده) در نقش Dove